# Librairie philosophique J. Vrin
La Librairie philosophique J. Vrin è una libreria situata al numero 6 di place de la Sorbonne a Parigi, nonché una casa editrice francese specializzata nella pubblicazione di libri di filosofia. Fondata da Joseph Vrin nel 1911, nacque come libreria e solo successivamente divenne anche casa editrice.

## Storia
Joseph Vrin, originario del Berry, si recò a Parigi per lavorare come un libraio dopo aver terminato gli studi classici al Grand Séminaire di Bourges. Scelse inizialmente la Librairie Blanchard, di fronte all'università della Sorbona, per il suo apprendistato, ma nel 1911 acquistò la Librairie Thomas et Mulot, situata al numero 6 di Place de la Sorbonne, dove inaugurò a proprio nome una collezione di libri composta principalmente da testi nuovi e usati (più accessibili agli studenti) specializzati nelle discipline insegnate alla Sorbona. Negli anni venti acquistò un'altra libreria situata in rue Saint-Jacques 71, specializzata in belles lettres, testi greci e latini e opere d'arte. Comprerà successivamente i fondi di seconda mano dalla Librairie Thiebault, in rue des Écoles, caratterizzati da temi più storici. Acquisita tale ampiezza, il ruolo della Librairie Philosophique J. Vrin come libreria di seconda mano venne rafforzato negli anni, portando alla creazione di bollettini mensili di libri d'occasione, ovvero cataloghi di libri che appaiono mensilmente a partire dal 1949.
Dopo l'incontro con il professor Étienne Gilson, appena nominato alla Sorbona nella cattedra di storia della filosofia medievale, la libreria divenne nel 1926 una casa editrice dedicata essenzialmente alla filosofia, iscrivendosi all'interno della tradizione francese delle librerie-editrici (Aubier, Flammarion, Blanchard, Nizet, Geuthner, Corti). È una delle poche case editrici francesi ancora esistenti a rivestire questa duplice identità.
Considerata all'estero come punto di riferimento per le pubblicazioni filosofiche accademiche, distribuisce e vende i suoi libri per corrispondenza in tutto il mondo e negozia direttamente i diritti delle proprie pubblicazioni in tutti i paesi.

## Autori

### Principali autori iniziali
- Émile Boutroux (1845-1921), membro dell'Académie des sciences morales et politiques e membro dell'Académie française. Ha ricoperto la cattedra di storia della filosofia moderna alla Sorbona.
- Victor Delbos (1862-1916), autore di numerosi lavori di riferimento nella storia della filosofia e membro dell'Académie des sciences morales et politiques.
- Émile Bréhier (1876-1952), scrittore, storico e professore di storia della filosofia. È stato uno specialista dello stoicismo e del neoplatonismo.[5]
- Étienne Gilson (1884-1978), professore al Collège de France e membro dell'Académie française, specialista in filosofia medievale.
- Gaston Bachelard (1884-1962), uno dei principali rappresentanti dell'epistemologia storica. Ha influenzato Koyré, Althusser, Canguilhem, Simondon, Foucault, Dagognet e Bourdieu.
- Henri Gouhier (1898-1994), specialista in cartesianismo, metafisica e spiritualismo francese.

### Principali autori della fase successiva
- Georges Canguilhem (1904-1995), specialista in epistemologia e storia della scienza, allievo di Gaston Bachelard e professore di Michel Foucault.
- Éric Weil (1904-1977), filosofo e storico della filosofia. Studioso di Aristotele, Kant e Hegel, il suo pensiero si evolve attorno alla storicità dell'esistenza finita e alla fragilità della libertà.
- Jean-Paul Sartre (1905-1980), filosofo e scrittore, rappresentante della corrente esistenzialista.
- Emmanuel Lévinas (1906-1995), filosofo, ha introdotto il pensiero di Heidegger e Husserl in Francia.
- Pierre Hadot (1922-2010), storico della filosofia e specialista in filosofia antica.
- François Dagognet (1924-2015), specialista in storia della scienza, epistemologia, estetica ed etica.
- Michel Foucault (1926-1984), professore al Collège de France e figura di punta della French Theory.

### Principali autori contemporanei
- Monique Dixsaut, cavaliere della legion d'onore, professoressa all'Università Pantheon-Sorbona (Parigi I), specialista in Platone e in filosofia greca.
- Jean-Luc Marion, filosofo, rappresentante della fenomenologia e del suo tournant théologique, membro dell'Académie française.
- Bernard Bourgeois, specialista di Hegel, professore emerito all'Università Pantheon-Sorbona (Parigi I) e membro dell'Académie des sciences morales et politiques.
- Alain de Libera, storico della filosofia, specialista in filosofia medievale e professore al Collège de France.
- Jean-François Courtine, storico della filosofia e specialista nella storia dell'ontologia, professore alla Università di Parigi-Sorbona (Parigi IV).
- Renaud Barbaras, professore di fenomenologia alla Sorbona (Parigi I).
- Jocelyn Benoist, professore alla Sorbona (Parigi I), specialista in fenomenologia e nel suo confronto con la filosofia analitica.
- Sandra Laugier, professoressa alla Sorbona (Parigi I), membra dell'Institut universitaire de France, cavaliere della legion d'onore, è specializzata in filosofia del linguaggio e della conoscenza.
- Dimitri El Murr, professore di storia della filosofia all'École normale supérieure e specialista in Platone.